# Jills veranda
Jills veranda är en dokumentärserie i SVT. I serien bjuder svenska countrysångerskan Jill Johnson in sex svenska artister att utforska staden Nashville tillsammans med henne. Jill Johnson och de gästande artisterna sjunger och spelar, utforskar countrymusikens historia och stöter under utflykterna på amerikanska samhällsfrågor som rasism, vapentätheten, homofobin och fattigdomen.
Första säsongen spelades in i Nashville under mitten av 2013, och sändes i SVT under tidigt 2014. Programmet vann Kristallen 2014 i kategorin ”Årets program” och ”Årets realityprogram”. Jill Johnson vann även i kategorin ”Årets kvinnliga programledare”.

## Medverkande

### Säsong 1
1. 22 januari 2014 – Titiyo Jah[2]
2. 29 januari 2014 – Kakan Hermansson[3]
3. 5 februari 2014 – Rikard ”Skizz” Bizzi[4]
4. 12 februari 2014 – Marit Bergman[5]
5. 26 februari 2014 – Kristian Gidlund[6]
6. 5 mars 2014 – Magnus Carlson, Doug Seegers[7]

### Säsong 2
1. 11 november 2015 – Seinabo Sey
2. 18 november 2015 – Joel Alme
3. 25 november 2015 – Veronica Maggio
4. 2 december 2015 – Jerry Williams
5. 9 december 2015 – Adam Baptiste
6. 16 december 2015 – Annika Norlin

### Säsong 3[8]
1. 15 november 2017 – Maxida Märak, Bill Miller
2. 22 november 2017 – Mia Skäringer
3. 29 november 2017 – Dregen
4. 6 december 2017 – Lisa Nilsson
5. 13 december 2017 – Ana Diaz
6. 20 december 2017 – Erik Lundin

### Säsong 4[9]
1. 12 februari 2020 – Miriam Bryant
2. 19 februari 2020 – Mikael Wiehe
3. 26 februari 2020 – Emil Svanängen
4. 4 mars 2020 – Shima Niavarani
5. 11 mars 2020 – Amanda Werne
6. 18 mars 2020 – Mauro Scocco

### Säsong 5[10]
1. 8 mars 2023 – Lisa Ekdahl
2. 15 mars 2023 – David Ritschard
3. 22 mars 2023 – Sara Parkman
4. 29 mars 2023 – Ola Salo
5. 5 april 2023 – Cleo
6. 12 april 2023 – Frida Hyvönen

### Fotnoter
1. ↑  ”Prisregn över Jills veranda på Kristallen”. Sveriges Television. 2 september 2014. http://www.svt.se/jills-veranda/prisregn-over-jills-veranda-pa-kristallen. Läst 9 september 2014.
2. ↑  ”SVT1 2014-01-22”. Svensk medeidatabas. 22 januari 2014. http://smdb.kb.se/catalog/id/002980662. Läst 9 september 2014.
3. ↑  ”SVT1 2014-01-29”. Svensk medeidatabas. 29 januari 2014. http://smdb.kb.se/catalog/id/002982889. Läst 9 september 2014.
4. ↑  ”SVT1 2014-02-05”. Svensk medeidatabas. 5 februari 2014. http://smdb.kb.se/catalog/id/002984611. Läst 9 september 2014.
5. ↑  ”SVT1 2014-02-12”. Svensk medeidatabas. 12 februari 2014. http://smdb.kb.se/catalog/id/002986000. Läst 9 september 2014.
6. ↑  ”SVT1 2014-02-26”. Svensk medeidatabas. 26 februari 2014. http://smdb.kb.se/catalog/id/002988660. Läst 9 september 2014.
7. ↑  ”SVT1 2014-03-05”. Svensk medeidatabas. 5 mars 2014. http://smdb.kb.se/catalog/id/002990571. Läst 9 september 2014.
8. ↑  ”Artisterna som gästar "Jills veranda" 2017”. Expressen. 15 november 2018. https://www.expressen.se/noje/artisterna-som-gastar-jills-veranda-2017/. Läst 22 januari 2019.
9. ↑  ”Jill Johnson; Alla vill vara i Nashville nu”. TT/Västerviks-Tidningen. 6 februari 2020. Arkiverad från originalet den 16 november 2020. https://web.archive.org/web/20201116015933/https://vt.se/kultur-noje/jill-johnson-alla-vill-vara-i-nashville-nu-om6493249.aspx. Läst 9 februari 2020.
10. ↑  ”De är med i nya säsongen av Jills veranda”. TT/Aftonbladet. 3 november 2022. https://www.aftonbladet.se/nojesbladet/a/zEAee1/de-ar-med-i-nya-sasongen-av-jills-veranda. Läst 1 mars 2023.